# Caméra Camématic GV
La Camématic GV 16 Super est une caméra argentique pouvant photographier image par image ou atteindre une cadence de prise de vues de 200 images par seconde, commercialisée en 1965 par Éclair.

## Description
Cette caméra était prévue pour une utilisation facilitée. Le poids de son bloc mécanisme (1,2 kg), sa taille extra-plate, la mise en place automatique du magasin selon le même principe que celui de la caméra Caméflex, la destinait à un marché florissant : celui des armes, et notamment des armes aériennes. « Devant pouvoir être utilisée soit en poste fixe, soit à bord d'avions ou d'engins (enregistrements de départs d'engins, de cibles et de plastrons aériens, de largages de bombes, de bidons, etc.), ses dimensions ont été réduites au minimum sans sacrifier aucunement la sécurité de fonctionnement ni la qualité des images. »